# Rymez
Rymez (* 20. Jahrhundert in Kariba als Rodney Hwingwiri) ist ein britisch-simbabwischer Musikproduzent.

## Leben
Rymez wurde in Kariba, Simbabwe geboren und kam mit 13 Jahren nach Großbritannien. Seien Familie ließ sich im Londoner Southend nieder, wo Rodney Hwingwiri die örtliche High School besuchte. Dort versuchte er sich zunächst als Rapper, was ihm aber nicht besonders gelang. So begann er Beats mit Fruity Loops zu produzieren. Anschließend studierte er an der Universität Wirtschaftswissenschaften und machte seine Musik über MySpace bekannt. Tinie Tempah entdeckte den Rapper und wollte einen seiner Songs für sein Debütalbum nehmen. Doch der Song enthielt ein Sample von M. I. A., das er nicht klären konnte.
Anschließend lernte er Wiley kennen, mit dem er intensiv zusammenarbeitete. Zusammen mit ihm produzierte er dessen Track Heatwave und damit dessen ersten Nummer-eins-Hit. Anschließend arbeitete er mit weiteren britischen Musikern zusammen, unter anderem mit Jme, Skepta, Connor Maynard, Fuse ODG und Ms D.
2014 erschien seine erste Solosingle Kryptonite für die er mit dem Popsänger und X-Factor-Gewinner James Arthur zusammen arbeitete. 2019 erschien die Single Don Walk zusammen mit Stefflon Don. Eine bisher angekündigte Producer-EP ist bislang noch nicht erschienen. 
2020 veröffentlichte Rymez zusammen mit Loredana das Lied Angst das in Deutschland und Österreich Platz eins erreichte.

## Diskografie (Auswahl)

### Als Produzent
Alben
- 2012: auf Evolve & Extinct von Wiley
- 2013: Ascent von Wiley
- 2014: A New Light von Zdot

Singles
- 2011: Running und Eyes Closed auf Eyes Closed von Fem Fel
- 2012: Big Move auf Big Move von Funky Dee
- 2013: Dancing on the Table auf Young Kingz: The Mixtape von Krept & Konan
- 2014: Watch & Learn (Intro) auf Watch & Learn von Cadell
- 2016: Check von Mr Mooli
- 2017: Hurtin’ Me von Stefflon Don & French Montana
- 2018: Last Goodbye auf What Is Love von Clean Bandit

### Als Leadmusiker
- 2014: Kryptonite (Rymez x James Arthur)
- 2019: On Go (feat. L Dubb)
- 2019: Don Walk (Rymez & Stefflon Don)

### Als Gastmusiker
- 2018: Vision (Sox [feat. Kraza, Rymez and Teezey])
- 2020: Angst (Loredana)

## Auszeichnungen für Musikverkäufe
Anmerkung: Auszeichnungen in Ländern aus den Charttabellen bzw. Chartboxen sind in ebendiesen zu finden.
| Land/RegionAuszeichnungen für Musikverkäufe (Land/Region, Auszeichnungen, Verkäufe, Quellen) | Gold     | Platin | Verkäufe | Quellen      |
| -------------------------------------------------------------------------------------------- | -------- | ------ | -------- | ------------ |
| Österreich (IFPI)                                                                            | Gold1    | —      | 15.000   | ifpi.at      |
| Schweiz (IFPI)                                                                               | Gold1    | —      | 10.000   | hitparade.ch |
| Insgesamt                                                                                    | 2× Gold2 | —      |          |              |